# Demografia provinciei Kosovo
Acest articol se referă la caracteristicile demografice ale populației provinciei Kosovo, inclusiv densitatea populației, grupurile etnice, nivelul de educație, sănătatea populației, situația economică, afilierea religioasă și alte aspecte ale populației.
Provincia Kosovo are o populație estimată de 2,1 milioane (din 2007). Etnia cea mai răspândită este albaneza (92%), cu minorități semnificative de sârbi și alții.

## Populație
Nivelul de trai din 2000 ale Biroului de Statistici din Kosovo (Respins de Belgrad ): Totalul populației estimat între 1,8-2,0 milioane de locuitori, cu toate acestea, etniile majoritare non-albanezi a fost respins.. Din 2000, AMSJ (confirmat de Biroul de Statistici din Kosovo în 2003), estimase o populație de 1.900.000 de locuitori.

## Etnicitate

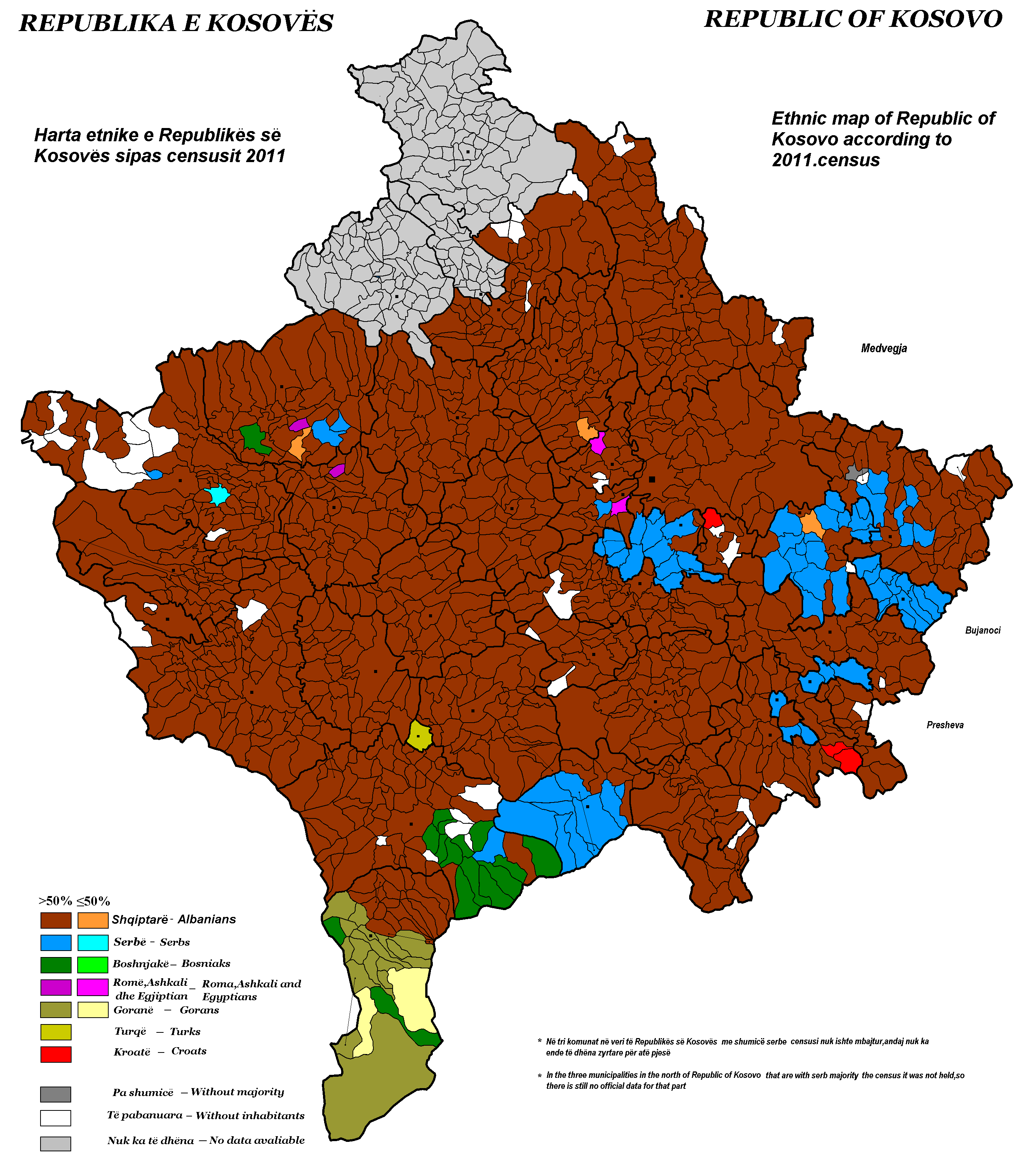
Structura etnică a provinciei Kosovo în 2011

Nivelul de trai din 2011 ale Biroului de Statistici din Kosovo a descris structura etnică a populației astfel:
- 92% albanezi
- 4% sârbi
- 4% alte etnii

O estimare mai vastă (octombrie 2002, pentru cei 1,900,000 de locuitori) pentru aceștia ani:
- 88% albanezi
- 6% sârbi
- 3% musulmani (bosniaci și gorani)
- 2% romi, așcali, și egipteni
- 1% turci

În timpul războiului din Kosovo din 1999, peste 700.000 de albanezi și aproximativ 100.000 de sârbi au fost obligați să părăsească provincia și să plece în țările vecine precum Albania, Macedonia, Muntenegru, Bosnia, și Serbia. Când Organizația Națiunilor Unite a preluat administrarea provinciei după sfârșitul războiului, cea mai mare parte a populației albaneze s-a întors. Cea mai mare parte din diaspora albanezilor din Kosovo locuiesc în Germania și în Elveția. 
Mulți-non albanezi - mai ales sârbi și romi - au fugit sau au fost expulzați, în cea mai mare parte din restul de Serbiei după sfârșitul războiului, iar numărul refugiaților a crescut odată cu violențele dintre etnii. Numărul refugiaților înregistrați este de aproximativ 250.000. Populația non-albaneză din Kosovo este acum jumătate din totalul dinaintea războiului . Cea mai mare concentrație de sârbii din provincie este in partea de nord, dar mulți rămân în enclavele sârbe din Kosovo înconjurate de zone populate de albanezi. De asemenea, conform surselor sârbe locuitorii gorani, care locuiesc în sudul provinciei sunt sistematic asupriți și le sunt negate drepturile minorității.

## Religie
Islamul 90% (1.800.000) (cei mai mulți Sunniți, cu o minoritate Shi'a) este religia cea mai predominată de majoritatea etnicilor albanezi, comunitățile bosniace, gorane și turcice, și unele comunități ale romilor, așcalilor și egiptenilor.
Populația sârbă estimată între 100.000 - 150.000 de persoane au declarat aparține bisericii ortodoxe sârbe.
Aproximativ 8% din populația albanezilor sunt creștini catolici. Comunitățile catolice se găsesc în cea mai mare parte în orașe precum Prizren, Klina, Đakovica, Peć, Priștina și Vitina.
Rezultatele recensământului din 2011:
| Religie                      | Populație            | %              |
| ---------------------------- | -------------------- | -------------- |
| Islam                        | 1.663.412            | 95,60          |
| Creștinism Catolică Ortodoxă | 64.275 38.438 25,837 | 3,69 2,20 1,48 |
| Altele                       | 1188                 | 0,06           |
| Nici una                     | 1242                 | 0,07           |
| Nedeclarată                  | 9708                 | 0,55%          |